# Martin André
Martin André (geboren 1960 in West Wickham, London Borough of Bromley) ist ein britischer Dirigent.

## Leben
Nach Klavier- und Violinunterricht an der Yehudi Menuhin School studierte André Musik an der Cambridge University.

### Als Operndirigent
1982 erfolgte sein Debüt als Dirigent von Verdis Aida an der Welsh National Opera (WNO) und er erarbeitete sich seither ein breites Repertoire – allerdings mit klaren Schwerpunkten: Mozart, Verdi, Janáček. An der WNO dirigierte er drei Opern Verdis (Ernani, Rigoletto und Falstaff) sowie Janáčeks Jenůfa, Puccinis Madama Butterfly und Tschaikowskis Eugen Onegin.
André ist einer der wenigen Dirigenten, die an allen bedeutenden Opernhäusern Großbritanniens gearbeitet hat. Am Royal Opera House leitete er Verdis Un ballo in maschera, an der English National Opera dirigierte er Mozart, Prokofjew und die Uraufführung von John Bullers Bakxai, eine Vertonung von Euripides’ Bakchantinnen, an der Scottish Opera in Glasgow übernahm er Dirigate von Werken Janáčeks, Lehárs und Mozarts. Für die Glyndebourne Touring Opera dirigierte er die U.K.-Erstaufführung der Oper Die Weise von Liebe und Tod des Cornets Christoph Rilke des deutschen Komponisten Siegfried Matthus und Die Sache Makropulos von Leoš Janáček.
Von 1993 bis 1996 fungierte André als Music Director der English Touring Opera. Dort dirigierte er drei Mozart-Opern (Le nozze di Figaro, Die Entführung aus dem Serail und Così fan tutte) sowie Lehárs Die lustige Witwe, Puccinis La Bohème, Glucks Orpheus und Eurydike und Massenets Werther. In der Folge entwickelte sich eine langjährige Zusammenarbeit mit der Opera North in Leeds, die Produktionen von Werken von Falla, Gounod, Janáček, Martinů, Puccini, Rachmaninow und Verdi umfasste. Im Jahr 2000 dirigierte er eine Live-Übertragung von Mozarts Le nozze di Figaro für die BBC-Fernsehsendung Music Live, es spielte das Orchestra of the Age of Enlightenment. Für das Festival Garsington Opera erarbeitete er 2008 Strawinskys Rake’s Progress, 2009 die englische Erstaufführung der komischen Oper Mirandolina von Bohuslav Martinů, 2010 eine Neuproduktion von Offenbachs Orphée aux enfers, 2011 Mozarts Zauberflöte und 2013 Humperdincks Hänsel und Gretel.
Seine internationale Karriere begann 1986 mit der nordamerikanischen Erstaufführung von Janáčeks Aus einem Totenhaus an der Vancouver Opera. An der Seattle Opera und an der Oper Köln dirigierte er Bizets Carmen. Weiters gastierte er an der Württembergischen Staatsoper in Stuttgart und in Neuseeland. An der Oper Zuid in den Niederlanden erarbeitete er Die Sache Makropulos, am Nationaltheater Prag gastierte er – mit dem Ensemble der Opera North – als Dirigent von Martinůs Oper Julietta. In der Spielzeit 2007/08 erarbeitete er an der Griechischen Nationaloper ein Triptychon-Abend, bestehend aus Strawinskys Maura, Weills Die sieben Todsünden und Puccinis Gianni Schicchi. Von 2010 bis 2013 war er Künstlerischer Leiter des Teatro Nacional de São Carlos in Lissabon und dirigierte dort die Jazz-Oper Blue Monday von George Gershwin, Mascagnis Cavalleria rusticana, Puccinis Gianni Schicchi, Verdis Don Carlos sowie die selten gespielte Oper Thaïs von Jules Massenet. Anlässlich des Verdi-Jubiläum im Jahr 2013 präsentierte er in Lissabon dessen Werke Il trovatore, La traviata und Rigoletto.
Seit 2014 kooperiert Martin André mit der Den Jyske Opera im dänischen Aarhus und übernahm dort die musikalische Leitung der Neueinstudierungen von Donizettis Lucia di Lammermoor (2014) und Mascagnis L’amico Fritz (2015). Im März 2016 dirigierte er – für die English Touring Opera – Glucks Iphigénie en Tauride

### Im Konzertsaal
Einen wichtigen Bestandteil seiner Arbeit stellen Dirigate im Konzertsaal dar. Er dirigierte das English Chamber Orchestra, die Northern Sinfonia und das Royal Scottish National Orchestra, arbeitete regelmäßig mit dem niederländischen Limburgs Symfonie Orkest, dem portugiesischen Orquestra Sinfónica do Porto Casa da Música und dem norwegischen Collegium Musicum Bergen. Martin Andre gastierte in ganz Europa, in Israel, Mexico, Südafrika, Australien und Neuseeland sowie in den Vereinigten Staaten.
Auch im Konzertsaal dirigiert er gerne und oft Mozart, weiters die nordischen Komponisten Gustav Holst und Carl Nielsen, sowie die russischen Peter Iljitsch Tschaikowski und Dmitri Dmitrijewitsch Schostakowitsch. Während seiner Tätigkeit als Künstlerischer Leiter des Teatro Nacional de São Carlos in Lissabon in den Jahren 2010 bis 2013 oblag ihm auch die Leitung des Nationalen Symphonie-Orchesters und seiner Konzerte. An einem Wochenende dirigierte er sämtliche Mozart-Symphonien, weiters widmete er sich großen Chor- und Orchesterwerken von Bruckner, Janáček, Sibelius, Strauss und Tschaikowski. 2014 dirigierte er fünf dänische Orchester im Rahmen einer landesweiten Tournee. Im Rahmen seiner Lehrtätigkeit arbeitet er auch kontinuierlich als Dirigent am Royal College of Music und am Trinity College of Music, wo er auch selten gespielte Werke von Witold Lutosławski und Andrzej Panufnik vorstellte.
Martin André dirigierte auch ein Streichorchester für ein Live Screening von Hitchcocks Psycho, debütierte 2014 mit A Christmas Carol von Neil Brand beim BBC Symphony Orchestra und arbeitete weiters in Funchal, Madeira, Thailand und – mit Werken von Prokofjew und Tschaikowski – beim Bournemouth Symphony Orchestra.

### Als Hochschullehrer
Seit 2000 unterrichtet Martin André am Royal College of Music in London und wurde 2014 zum Fellow of the College ernannt. Er dirigiert dort große Chor- und Orchesterkonzerte, unterrichtet junge Dirigenten und arbeitet mit den einzelnen Instrumentengruppen des Orchesters. Im Jahr 2006 gründete er das Nationale Portugiesische Jugendorchester, welches den Namen Momentum Perpetuum trägt. Dieses Ensemble leitete er fünf Jahre lang und gastierte mit ihm höchst erfolgreich in Italien. Seit 2014 unterrichtet er auch am Trinity College of Music in Greenwich.

## Auszeichnung
- 1996: Arts Foundation Conducting Fellowship